# Claude Paulin Danho
Claude Paulin Danho, né le 18 novembre 1959 à Dimbokro, est un homme politique ivoirien.
Il est le maire de la commune d'Attécoubé.
Il a été ministre des Sports de la Côte d'Ivoire de 2018 à 2023.
Il est Député d'Attécoubé depuis 2021 pour la troisième législateur (2021-2026).
Il est Président de l'Union des Villes et Communes de Côte d'Ivoire depuis 2019.
Il est Vice-Président de CGLUA (Cités et Gouvernements Locaux Unis d'Afrique).

## Biographie
Claude Paulin Danho, né le 18 novembre 1959 à Dimbokro, est ingénieur en automatique et informatique industrielle. Dans les années 1980 et 1990, il travaille dans des entreprises françaises, ivoiriennes et africaines.
Depuis 2001, il est le maire de la commune d'Attécoubé. Le 10 juillet 2018, Paulin Danho est nommé ministre des Sports de la Côte d'Ivoire dans le gouvernement Amadou Gon II et succède à François Amichia,. Il est reconduit dans ses fonctions dans le gouvernement Achi formé le 6 avril 2021.
Claude Paulin Danho n'est pas reconduit dans le nouveau gouvernement formé le 16 octobre 2023 par Robert Beugré Mambé, Premier ministre, ministre des Sports et du Cadre de vie.
En mai 2024, le président Ouattara le nomme premier vice-gouverneur du district autonome d'Abidjan,.

## Distinctions
- Commandeur dans l'ordre national de Côte d'Ivoire
- Commandeur dans l'ordre du Mérite sportif
- Commandeur dans l'ordre de la Fonction publique
- Commandeur dans l'ordre de l'Éducation nationale
- Officier de l’ordre du Mérite ivoirien de la Solidarité nationale
- Grand prix Spécial de la Réconciliation nationale
- PHF (Paul Harris Fellow) Rotary International avec 5 saphirs
- Membre fondateur Rotary Club Abidjan Biétry[2].